# Deborah Watling
Pour les articles homonymes, voir Watling.
Deborah Watling, née Deborah Patricia Watling, le 2 janvier 1948 à Londres (Angleterre), et morte le 21 juillet 2017 à Frinton-on-Sea (comté d'Essex), est une actrice britannique ayant tourné dans de nombreuses séries télévisées.
Elle est principalement connue pour son rôle de Victoria Waterfield dans la série anglaise Doctor Who.

## Biographie

### Carrière
Deborah Watling est la fille de l'acteur Jack Watling et de l'actrice Patricia Hicks et suit très vite les traces de ses deux parents (sa sœur Dilys et son frère Giles embrassent aussi la même carrière.) Débutant en tant qu'enfant-acteur, elle eut un rôle récurrent dès l'âge de 10 ans dans la série L'Homme invisible en jouant le rôle de la nièce de Peter Brady. En 1965, elle tient le rôle d'Alice dans une version par Dennis Potter d'Alice au pays des merveilles ainsi que dans une série de la BBC The Wednesday Play. 
Après son passage dans Doctor Who, elle joue avec Cliff Richard dans le film Take Me High en 1970, tient un petit rôle en 1973 dans le film That'll Be the Day et tient en 1979 le rôle de Norma Baker dans une série de la ITV Danger UXB. 

### Doctor Who
En 1967, l'acteur Michael Craze et l'actrice Anneke Wills sont sortis du casting de la série Doctor Who car leurs personnages de Ben et Polly ne semblent pas vraiment fonctionner. Le scénariste David Whitaker introduit le personnage de Victoria Waterfield une jeune orpheline du XIXe siècle afin d'avoir un personnage féminin qui puisse donner la réplique au Docteur et à Jamie. Introduit le 27 mai 1967 dans la seconde partie de « The Evil of the Daleks », son personnage tient une année entière, soit 6 sérials et près de 40 épisodes. L'actrice n'ayant pas souhaité continuer une deuxième année, son personnage repart le 20 avril 1968 à la fin du sérial « Fury from the Deep » 
À cause de l'effacement des bandes de la BBC, les seuls épisodes intégralement intact dans lesquelles elle apparaît sont « The Tomb of the Cybermen et « The Enemy of the World. ». Elle reprend son rôle dans l'épisode « Dimensions in Time » en 1993 et dans un spin-off non officiel, « Downtime » en 1995. Elle joue aussi à la fin des années 90 dans des pièces radiophoniques autour de Doctor Who pour la compagnie Big Finish et apparaissait couramment dans les conventions dédiées à la série.

### Vie privée
Après son rôle dans Doctor Who, elle a ouvert, un temps, un magasin dont elle était la propriétaire. 

### Décès
Atteinte d'un cancer au début de l'année 2017, elle meurt le 21 juillet à 69 ans. Elle vivait à Thorpe-le-Soken dans le comté de l'Essex avec son mari Steve Turner.